# Bothrops asper
Bothrops asper este o specie de șerpi din genul Bothrops, familia Viperidae, descrisă de Garman 1883. Conform Catalogue of Life specia Bothrops asper nu are subspecii cunoscute.